# Enytus appositor
Enytus appositor är en stekelart som först beskrevs av Aubert 1970.  Enytus appositor ingår i släktet Enytus och familjen brokparasitsteklar. Inga underarter finns listade i Catalogue of Life.